# 歯科インプラント学
歯科インプラント学（しかインプラントがく、英語：dental implantology）は、歯学の一分野で、デンタルインプラントとそれに関わる再生医療等について研究、分析、治療する学問である。

## 分類

### 埋入位置による分類
骨膜下インプラント
骨膜下に位置するインプラント。骨体内に位置しないため埋入後に粘膜の減張切開などを必要とする。現在ではあまり用いられていない。
骨内インプラント
骨体内に位置するインプラント。その形状によりスクリュータイプ、シリンダータイプやブレードタイプがある。現在の歯科用インプラントの殆どがスクリュータイプの骨内インプラントである。
歯内骨内インプラント
歯根を貫通し骨体内まで到達するように位置するインプラント。過去において歯周疾患により動揺度が過大な歯牙に対して用いられていたが、現在では殆ど用いられない。

### インプラント床形成
ドリルによるインプラント床形成
従来から行われてきた方法で、金属加工ドリルと同様の形態をもつチタン製のドリルチップを用いて骨にインプラントを間移入するための穴をあける方法である。使われるインプラントに応じた規格のドリルを使う。ドリルの形態どおりの穴が開けられる。
メリットとしては、早く手術が進む。デメリットは、骨を破砕しているので骨折と同じような侵襲があり、疲労したドリルの金属残片からの汚染などの危険がある。また、ドリリングのときに患者に圧力がかかり、不安を与える。
レーザーによるインプラント床形成
ドリルによる形成では、ドリルの先端が骨内で不測の方向に運動性を与えられる。そのとき、その手技的なコントロールが難しく、誤った方向性を完成させる結果につながりやすい。つまり、硬いところよりも軟らかいところへ移動するエネルギー運動が起きる。その場合、エルビウムレーザーは、安全にどのような方向にも、非接触で穴を開けることができるので、最近の審美歯科治療に応用されるようになった。ただし、ドリルと同様の形態付与は特殊なテンプレートなどを用いなければならない。また、レーザーによる殺菌やLLLT、非侵襲的な治療ができるので治癒が早い。ドリルのような余計な圧力を患者に与えることもない。デメリットは、ドリルのスピードより遅く、ドリルのような面切削ではないので形態付与に技術力が必要になる。レーザーの切削深度は、レーザーの種類により異なるが、チップのサイズやレーザーの出力をコントロールすれば期待通りの切削深度が保たれる。